# Bas van den Tillaar
Adrianus R.B. (Bas) van den Tillaar (Helmond, 13 maart 1967) is een Nederlands CDA-politicus en bestuurder. Sinds 22 april 2016 is hij burgemeester van Vlissingen.

## Biografie

#### Maatschappelijke carrière
Van den Tillaar ging naar het vwo in Geldrop, vervolgens ging hij van 1985 tot 1990 naar de Radboud Universiteit in Nijmegen waar hij politicologie studeerde. Na zijn studie ging hij werken als docent economie op het Bisschoppelijk College Weert-Cranendonck.

#### Politieke carrière
In 1998 werd Van den Tillaar wethouder van Mierlo. Toen Mierlo op 1 januari 2004 opging in Geldrop-Mierlo werd hij daar wethouder en locoburgemeester met in zijn portefeuille financiën, welzijn en zorg. Op 21 mei 2007 werd hij burgemeester van Gulpen-Wittem. Sinds 22 april 2016 is hij burgemeester van Vlissingen.
Van den Tillaar is voorzitter van Het Zeeuws Orkest en lid van het comité van aanbeveling van de Stichting Samenloop voor Hoop Walcheren en het Zeeuws maritiem muZEEum.